# South Houston
South Houston város az USA Texas államában, Harris megyében. Lakosainak száma 16 153 fő (2020. április 1.).

## Népesség
A település népességének változása:

| 2010 | 16 983 |
| 2020 | 16 153 |